# The Politician
The Politician es una serie de televisión web de comedia dramática estadounidense, creada por Ryan Murphy, Brad Falchuk e Ian Brennan para Netflix. El trío también sirve como productores ejecutivos con Alexis Martin Woodall, Ben Platt, y Gwyneth Paltrow. La serie se centra en la historia de Payton Hobart, un joven adinerado de Santa Bárbara, y cada temporada girará en torno a una carrera política diferente en la que su personaje está involucrado.
La primera temporada se lanzó en Netflix el 27 de septiembre de 2019. La serie está protagonizada por Ben Platt, Gwyneth Paltrow, Jessica Lange, Zoey Deutch, Lucy Boynton, Bob Balaban, Laura Dreyfuss, David Corenswet, Julia Schlaepfer, Theo Germaine, Rahne Jones y Benjamin Barrett. La producción de la segunda temporada comenzó en noviembre de 2019, y su estreno está previsto para el 19 de junio de 2020.

## Sinopsis
La primera temporada se desarrolla en la ficticia escuela secundaria de San Sebastián en Santa Bárbara, California. Payton Hobart, quien ha soñado con ser elegido presidente de los Estados Unidos desde la infancia, postula para presidente del cuerpo estudiantil contra el popular y atlético River Barkley. Payton, bajo la dirección de sus ambiciosos amigos McAfee Westbrook, James Sullivan y Alice Charles, elige a Infinity Jackson, paciente de cáncer y víctima del síndrome de Munchausen por poder, como su vicepresidenta. Mientras tanto, River, bajo la dirección de su novia Astrid Sloan, elige a Skye Leighton, una compañera de clase afroamericana de género no conforme, como su compañera de fórmula.
La segunda temporada se desarrolla en la ciudad de Nueva York y en Albany, Nueva York. Payton, ahora estudiante de la Universidad de Nueva York, se presenta para un escaño en el Senado estatal de Nueva York contra la líder de la mayoría en ejercicio, Dede Standish. Payton, bajo la dirección de sus excompañeros de clase y de la activista del cambio climático y ex aliada estudiantil, Infinity Jackson, lleva a cabo una campaña ecocéntrica y sostenible. Standish, bajo la dirección de su intrigante gerente de campaña, Hadassah Gold, dirige una campaña más conservadora. Mientras tanto, la madre de Payton, Georgina Hobart, se postula como gobernadora de California.

## Elenco

### Principal
- Ben Platt como Payton Hobart[7]
- Zoey Deutch como Infinity Jackson[7]
- Lucy Boynton como Astrid Sloan[7]
- Bob Balaban como Keaton Hobart (temporada 1)[7]
- David Corenswet como River Barkley (temporada 1; recurrente temporada 2)[7]
- Julia Schlaepfer como Alice Charles[7]
- Laura Dreyfuss como McAfee[7]
- Theo Germaine como James[7]
- Rahne Jones como Skye Leighton[7]
- Benjamin Barrett como Ricardo (temporada 1; invitado temporada 2)[7]
- Jessica Lange como Dusty Jackson (temporada 1)[7]
- Gwyneth Paltrow como Georgina Hobart[7]
- Judith Light como Dede Standish (temporada 2; invitada temporada 1)[7]
- Bette Midler como Hadassah Gold (temporada 2; invitada temporada 1)[7]

### Recurrente
- Ryan J. Haddad como Andrew Cashman
- Trevor Mahlon Eason como Martin Hobart
- Trey Eason como Luther Hobart
- Martina Navrátilová como Brigitte
- Dylan McDermott como Theo Klein[8]
- January Jones como Lizbeth Klein[8]
- Sam Jaeger como Tino McCutcheon (recurrente, temp. 2; invitado, temp. 1)
- Joe Morton como Marcus Standish, marido de Dede (recurrente, temp. 2; invitado, temp. 1)
- Teddy Sears como William Ward (recurrente, temp. 2; invitado, temp. 1)
- Jackie Hoffman como Sherry Dougal (recurrente, temp. 2; invitada, temp. 1)

### Invitados
- Rick Holmes como Cooper
- B.K. Cannon
- Eric Nenninger
- Russell Posner como Elliot Beachman
- Terry Sweeney como Buddy Broidy
- Sam Jaeger como Tino
- Joe Morton como Marcus
- Teddy Sears como William
- Jackie Hoffman

## Episodios
| Temporada | Temporada | Episodios | Episodios | Lanzamiento original     | Lanzamiento original     |
| --------- | --------- | --------- | --------- | ------------------------ | ------------------------ |
|           | 1         | 8         | 8         | 27 de septiembre de 2019 | 27 de septiembre de 2019 |
|           | 2         | 7         | 7         | 19 de junio de 2020      | 19 de junio de 2020      |

### Temporada 1 (2019)
| N.º en serie | N.º en temp. | Título                                                                                | Dirigido por          | Escrito por                             | Fecha de lanzamiento original | Código de prod. |
| --- | ------------ | ------------------------------------------------------------------------------------- | --------------------- | --------------------------------------- | ----------------------------- | --------------- |
| 1 | 1            | «Pilot» «Piloto»                                                                      | Ryan Murphy           | Ryan Murphy, Brad Falchuk & Ian Brennan | 27 de septiembre de 2019      | 1BAC01          |
| Payton Hobart, un estudiante de la Escuela Secundaria de San Sebastián en Santa Bárbara, California, se postula para presidente del cuerpo estudiantil, lo que explica a un representante de admisiones de Harvard es un paso en su sueño de convertirse en Presidente de los Estados Unidos. Sin embargo, está en lista de espera. Vive con su rica familia adoptiva, dirigida por la matriarca Georgina. Su oponente en la carrera es River Barclay, un popular estudiante y amigo de Payton con quien había tenido una relación anteriormente. Aunque sabe que puede pagar el precio justo para poder obligar a la mayoría de sus compañeros a votar por él. También es homosexual, un hecho que trata de ocultar desesperadamente con el temor de no ser aceptado por sus compañeros y su familia. Payton es aconsejado por sus amigos McAfee, James y su novia Alice. Cuando Payton se entera de que River tiene a Skye Leighton, una compañera de clase negra que no se conforma con el género, para que sea su compañera de carrera, Payton se enfrenta a él, quien le informa de que solo lo hizo por orden de su novia Astrid Sloan, se disculpa con Payton, diciéndole que le quiere, y se suicida delante de Payton. Tras la muerte de River, Astrid toma su lugar en la lista, reteniendo a Skye como su compañera de carrera. Para combatir la simpatía que Astrid obtiene, Alice y Payton acuerdan una ruptura pública para ganarse la simpatía de él. Payton elige más tarde a Infinity Jackson, una estudiante enferma de cáncer, como su compañera de fórmula, pero un estudiante llamado Andrew le dice que está fingiendo. |              |                                                                                       |                       |                                         |                               |                 |
| 2 | 2            | «The Harrington Commode» «La cómoda Harrington»                                       | Brad Falchuk          | Ryan Murphy, Brad Falchuk & Ian Brennan | 27 de septiembre de 2019      | 1BAC02          |
| Georgina le dice a Keaton, el padre adoptivo de Payton, que está enamorada de una mujer y quiere divorciarse, lo que lleva a Keaton a intentar suicidarse; él sobrevive, y es puesto en un coma inducido médicamente. Cuando los hermanos adoptivos de Payton, los gemelos Martin y Luther, planean utilizar una cláusula del acuerdo prenupcial de sus padres para quedarse con la fortuna, Payton conspira con Keaton, quien recientemente despertó del coma, permitiéndole frustrar un intento de parricidio de los gemelos; Keaton redacta el testamento de los gemelos. Mientras tanto, siguiendo una sugerencia de McAfee, Payton organiza una campaña de donación de sangre para un evento de la campaña, permitiéndoles hacer pruebas en la sangre de Infinity, lo que revela que ella no tiene, de hecho, cáncer, y que su abuela Dusty la está enfermando a propósito. |              |                                                                                       |                       |                                         |                               |                 |
| 3 | 3            | «October Surprise» «La sorpresa de octubre»                                           | Janet Mock            | Ryan Murphy, Brad Falchuk & Ian Brennan | 27 de septiembre de 2019      | 1BAC03          |
| Payton se reúne con los representantes de Admisiones de Harvard, quienes prometieron sacarlo de la lista de espera si dona millones para un nuevo departamento. Payton, sin embargo, les dice que no necesita Harvard, lo que hace que Harvard lo acepte incondicionalmente. Va a decírselo a Alice, pero la encuentra en la cama con James. James, sin embargo, muestra su lealtad engañando a Astrid y Skye, haciéndolas quedar mal en un evento de campaña. Mientras tanto, el novio de Infinity, Ricardo, le da a Astrid una cinta para hacer quedar mal a Payton. La cinta, en la que Infinity llama a una reportera «Buttmunch», la tiene bajo fuego, con Payton quitándola de la entrada. Ella rompe con Ricardo, que irrumpe en la casa de Astrid y aparentemente la secuestra. |              |                                                                                       |                       |                                         |                               |                 |
| 4 | 4            | «Gone Girl» «Perdida»                                                                 | Helen Hunt            | Ryan Murphy, Brad Falchuk & Ian Brennan | 27 de septiembre de 2019      | 1BAC04          |
| Infinity, después de que Payton le dijera que su abuela la está enfermando, se enfrenta a Dusty en la cena y se aleja de ella. Mientras la comunidad escolar cree que Astrid fue secuestrada, se revela que Astrid convenció a Ricardo para que huyera con ella a la ciudad de Nueva York. Payton es interrogado por su posible papel en la desaparición de Astrid, pero Georgina y Keaton sobornan al oficial para que lleve a Payton de vuelta a su casa. Astrid regresa más tarde a casa, explicando que quería ver otro lado de la vida, pero su madre la regaña por ello. Mientras tanto, Skye se desilusiona con la campaña de Astrid y ofrece cambiar las entradas. Más tarde, McAfee visita a Skye en su casa, donde tienen sexo. |              |                                                                                       |                       |                                         |                               |                 |
| 5 | 5            | «The Voter» «El votante»                                                              | Ian Brennan           | Ryan Murphy, Brad Falchuk & Ian Brennan | 27 de septiembre de 2019      | 1BAC05          |
| El día de la elección, Payton, Astrid y su personal intentan cortejar a los votantes indecisos, que fueron determinados a través de un algoritmo. Uno de los indecisos, Elliot Beachman, no está interesado en la elección. Comprueba las mujeres que pasan cuando se le acerca el director de campaña de Astrid, golpea a James, y se deja ver en el debate final. En el debate, Skye es anunciada oficialmente como la nueva compañera de carrera de Payton, donde le disparan a Astrid. Astrid anuncia al estudiante haitiano Pierre Toussaint como su vicepresidente, mientras que Infinity irrumpe con Ricardo, anunciando que Payton la usó para su enfermedad y que Astrid se escapó con Ricardo y tuvo sexo con él. Payton tiene un cara a cara con Elliot donde intenta ganarse el sentimiento de Elliot por la escuela. Elliot va a votar, pero cuando ve a Georgina argumentando que la escuela está suprimiendo el voto de un estudiante, Elliot se va sin votar. |              |                                                                                       |                       |                                         |                               |                 |
| 6 | 6            | «The Assassination of Payton Hobart: Part 1» «El asesinato de Payton Hobart: Parte 1» | Gwyneth Horder-Payton | Ian Brennan                             | 27 de septiembre de 2019      | 1BAC06          |
| En el día de las elecciones, Astrid le dice a Payton que se retira; Payton gana las elecciones, pero se ve privado de la satisfacción de lograr su objetivo. Esto sacude su confianza, y no consigue que se apruebe ninguna iniciativa. Skye planea con McAfee quitar a Payton de su cargo, y Payton se enferma después de comer un pastelito hecho por McAfee y Skye. Después de que Infinity se mude, Dusty recluta a Ricardo para asesinar a Payton, culpándolo por lo que ha pasado. Ricardo dispara a Payton con un perdigón de una pistola de balines sumergido en tripas de zarigüeya, lo que le provocará una sepsis a Payton. |              |                                                                                       |                       |                                         |                               |                 |
| 7 | 7            | «The Assassination of Payton Hobart: Part 2» «El asesinato de Payton Hobart: Parte 2» | Gwyneth Horder-Payton | Ian Brennan & Brad Falchuk              | 27 de septiembre de 2019      | 1BAC07          |
| Los secretos de la campaña de Payton salen a la luz, por lo que se ve obligado a dimitir como presidente y Skye ocupa su lugar. También se revela que Harvard rescindió la admisión de Payton. Skye ofrece el puesto de VP a McAfee, pero McAfee revela que sabe que Skye envenenó a Payton y hace que la arresten. Mientras tanto, Keaton descubre el plan de Georgina de huir con su examante, así que la excluye a ella y a Payton fuera del testamento, según su acuerdo. Infinity se entera del plan de Ricardo y se lo cuenta a los médicos, salvando la vida de Payton. Infinity y Ricardo convergen en la casa de Dusty, lo que termina con Dusty disparando accidentalmente a Ricardo. Ricardo accede a contarle a la policía todo lo que Dusty hizo, incluyendo el envenenamiento de la madre de Infinity, que la llevó a la muerte. Mientras tanto, Alice y James dejan el equipo de Payton, mientras que Astrid entrega a su padre al FBI por fraude electrónico. Payton y Georgina se dirigen a la estación de tren, donde Georgina se marcha con lágrimas en los ojos. |              |                                                                                       |                       |                                         |                               |                 |
| 8 | 8            | «Vienna» «Viena»                                                                      | Brad Falchuk          | Brad Falchuk                            | 27 de septiembre de 2019      | 1BAC08          |
| Tres años más tarde, Payton asiste a la Universidad de Nueva York, donde se aloja con James. Se presenta en salones de cócteles y sufre de alcoholismo limítrofe. Es visitado por Infinity y Skye, que se han reconciliado con él. Mientras tanto, McAfee, graduada en ciencias políticas en Columbia, comienza a hacer prácticas para la líder del senado estatal Dede Standish. Debido a que Standish no ha tenido un oponente por años, la campaña no está a la altura de los tiempos. McAfee contacta con James, y la pareja lanza una posible carrera a Payton, ya que puede sacar provecho del mal estado de la AMT. Payton es inicialmente reacio. Visita a Alice antes de su boda con otro hombre, y más tarde habla con el fantasma de River, que lo convence de que se presente. Payton regresa a su dormitorio, donde se encuentra con James, McAfee y Skye, así como con Alice, que se escapó del altar, y Astrid, que ha estado trabajando como camarera. Astrid revela que, mientras servía el catering de un evento, descubrió que Standish está en un matrimonio de un trío, un escándalo que Payton puede utilizar en su beneficio. Con su equipo a su lado, Payton declara su candidatura al senado estatal, aunque todos desconocen que Standish está planeando secretamente presentarse a la vicepresidencia de los Estados Unidos. |              |                                                                                       |                       |                                         |                               |                 |

### Temporada 2 (2020)
| N.º en serie | N.º en temp. | Título                   | Dirigido por          | Escrito por                             | Fecha de lanzamiento original | Código de prod. |
| ------------ | ------------ | ------------------------ | --------------------- | --------------------------------------- | ----------------------------- | --------------- |
| 9            | 1            | «New York State of Mind» | Brad Falchuk          | Ryan Murphy, Brad Falchuk & Ian Brennan | 19 de junio de 2020           | 2BAC01          |
| 10           | 2            | «Conscious Unthroupling» | Gwyneth Horder-Payton | Brad Falchuk & Ian Brennan              | 19 de junio de 2020           | 2BAC02          |
| 11           | 3            | «Cancel Culture»         | David Petrarca        | Ryan Murphy, Brad Falchuk & Ian Brennan | 19 de junio de 2020           | 2BAC03          |
| 12           | 4            | «Hail Mary»              | Tamra Davis           | Ryan Murphy & Ian Brennan               | 19 de junio de 2020           | 2BAC04          |
| 13           | 5            | «The Voters»             | Ian Brennan           | Ian Brennan                             | 19 de junio de 2020           | 2BAC05          |
| 14           | 6            | «What's in the Box?»     | Tina Mabry            | Brad Falchuk & Ian Brennan              | 19 de junio de 2020           | 2BAC06          |
| 15           | 7            | «Election Day»           | Gwyneth Horder-Payton | Ian Brennan & Brad Falchuk              | 19 de junio de 2020           | 2BAC07          |

## Producción

### Desarrollo
El 5 de febrero de 2018, se anunció que Netflix había ordenado la producción de dos temporadas directamente para una serie. La orden llegó después de una guerra de ofertas entre Hulu y Amazon. La serie fue creada por Brad Falchuk, Ian Brennan y Ryan Murphy, quienes producirán junto a Ben Platt. Las compañías de producción involucradas en la serie son Fox 21 Television Studios y Ryan Murphy Productions.

### Elenco
Junto con el anuncio inicial de la serie, se confirmó que Ben Platt actuaría en la serie y que Barbra Streisand y Gwyneth Paltrow estaban en conversaciones para unirse como protagonistas de la serie El 16 de julio de 2018, se anunció que Zoey Deutch, Lucy Boynton, Laura Dreyfuss y Rahne Jones habían sido elegidos para los papeles principales. El 11 de octubre de 2018, se informó que Dylan McDermott se había unido al elenco. El 4 de noviembre de 2018, Streisand reveló en una entrevista con The New Yorker que había decidido rechazar la serie para trabajar en su álbum Walls, y que Jessica Lange había sido elegida para el papel que se le había asignado. El 3 de diciembre de 2018, McDermott anunció en una entrevista con Sirius XM que January Jones había sido elegido para representar a su esposa en la serie. En marzo de 2019, se anunció que Bette Midler y Judith Light serían las estrellas invitadas en la serie.

### Rodaje
El rodaje de la primera temporada tuvo lugar en la escuela secundaria Fullerton Union en el Condado de Orange, California, y Los Ángeles, California.

## Recepción
En Rotten Tomatoes la serie tiene un índice de aprobación del 61%, basado en 49 reseñas, con una calificación promedio de 6.85/10. El consenso crítico del sitio dice, «Aunque The Politician no puede mantener todas sus promesas tentadoras, ofrece la sátira jabonosa suficiente en un entorno suntuoso para mantener a los fans de Ryan Murphy invertidos, aunque es poco probable que haya muchos votos nuevos». En Metacritic, tiene puntaje promedio ponderado de 65 sobre 100, basada en 24 reseñas, lo que indica «criticas generalmente favorables».